# 花の乱
『花の乱』（はなのらん）は、1994年4月3日から同年12月11日にかけて放送された33作目のNHK大河ドラマ。主演は三田佳子。全37回。

## 概要
平安建都（遷都）1200年を記念して室町幕府第8代将軍・足利義政の妻である日野富子の生涯と、応仁の乱およびその前後の状況を描いた。
近時代には1991年の『太平記』後半が室町幕府初期となるものの、南北朝時代や戦国時代との重複期間を除いた純然たる室町期を正面から舞台とした作品は、これが初の試みとなった。主演役者がナレーターを務める作品は現在まで本作のみ。
12代目市川團十郎にとって1985年の團十郎襲名以来、初のNHKドラマ出演になった。また野村萬斎も本作の放映が始まる1か月前に「萬斎」を襲名したばかりだった（そのため放送前のテレビ雑誌では野村武司名義である）。このドラマで本格テレビデビューを果たした松たか子・13代目市川團十郎（当時は7代目市川新之助）・野村萬斎らは本作での演技が好評を得て、その後多くのテレビドラマに出演するようになって人気を博していく。他にも奥田瑛二、檀ふみ、2代目松本白鸚（当時は9代目松本幸四郎）、京マチ子、萬屋錦之介、佐野史郎、藤岡弘、、役所広司、草刈正雄、かたせ梨乃、篠田三郎、織本順吉、平淑恵、勝野洋、夏八木勲など、テレビドラマだけでなく映画や舞台や歌舞伎などでも幅広く活躍しているベテランの俳優陣が脇を固める形で出演している。
ビデオリサーチによる視聴率は平均で14.1%、最高で18.3%（いずれも関東地区）となり、2012年の『平清盛』が記録を更新するまでは大河ドラマで最も低かった。特に8月14日放送の第20回「戦雲の都」が記録した視聴率10.1%は、2012年の大河ドラマ『平清盛』の第45回「以仁王の令旨」にて7.3%を記録するまで、大河ドラマ歴代ワースト1位だった。
後年の再評価もあって、2000年8月から11月にかけて「大河ドラマアンコール」と題してNHK総合テレビにおいて平日15時台に全編が再放送された。ソフトとしては総集編のVHS、完全版のDVDが発売されている。

## 特徴
特徴として、劇中の台詞で人名を呼ぶ際に可能な限り、諱ではなく官位や通称を用いている。例として日野富子を「御台様」、足利義政を「御所様」または「室町殿」、細川勝元を「右京大夫（うきょうのだいぶ）」、大内政弘を「左京大夫（さきょうのだいぶ）」などと呼んでいる。
最終回まで主人公の富子を含め、全ての主要の登場人物についてはその回の初登場時に役名のクレジットがつけられている。最終回では富子が山中をどこかへ彷徨って消えていき、明確な最期を描かれることなくストーリーが完結している（ナレーションで彼女が数年後に死んだことは語られている）。
大河ドラマで唯一、主人公を演じる役者がナレーションを務めた。ただし、『武田信玄』の大井夫人など、劇中の人物が語りを務める他の大河ドラマのように、日野富子の目線で語られているわけではない（オープニングのクレジットでは三田演じる富子の登場しない序盤でも「日野富子・語り 三田佳子」となっている）。
この作品は本来、連続テレビ小説の方式に倣って、1年間を10月を分岐とした前期・後期の半年間ずつで展開する作品（1年2作品）の第1弾として企画される予定だったが、準備段階の1993年度に放送された番組の形式（『琉球の風』『炎立つ』）が振るわなかったため、9月終了の予定を変更して12月まで放送された。1995年以後の大河ドラマは1月開始・12月終了の暦年制による1年1作品に戻された。

## テーマ音楽・オープニング映像
それまでの大河ドラマは、冒頭から迫力ある音で始まるテーマ音楽が一般的であったが、三枝成彰作曲による本作のテーマ音楽は、静かにピアノの独奏から入り、次第に弦楽器が重なり、管楽器や打楽器も加わってラストにかけて盛り上がっていく、というものであった。
この楽曲はまた大河ドラマを離れ、歌詞をつけて歌謡曲調にアレンジした「花の乱」を都はるみが歌い、同時期にシングルを発売している（1994年8月1日、日本コロムビア発売。作詞：阿木燿子、作曲：三枝成彰、編曲：千住明。カップリングのポピュラーバージョンの編曲は桜庭伸幸）。さらに後年、三枝は現代邦楽研究所からの委嘱を受ける形で、同曲の邦楽アレンジ版を発表している。
タイトルバックでは、CG処理された情景に舞姿の仮面の女人が登場した他、森林、山水、そして戦乱によって荒廃した光景などが表現され、この中には将軍義政の宇宙観や応仁の乱などで疲弊した都の姿などが投影された。映像には、京都や室町幕府のシンボル的な名所なども登場しなかった。

## 登場人物

### 日野氏・足利氏
- 椿→日野富子（官職名あるいは通称「御台所」「御台様」）：村嶋亜矢香→松たか子→三田佳子
母の苗子が酒呑童子に犯されて身ごもった娘（本物の富子の異父姉）だったが、本物の富子が盲目となったため幼少時に入れ替えられて富子となり、富子だった異父妹が森侍者になった。勝光の策により義政の夢を毎晩のように見、恋い焦がれるようになる。そのことを危機に感じた今参局の差し金により一度は狂人と化してしまうが、勝元の機転から正気に戻るも敢えて狂人を装い、今参局を騙し続けた。その後、重子や勝光の策略による今参局の失脚により、御台所としての地位を安定させる。また寛正の大飢饉の折には、自ら町に出て施し粥を行うなどし、更にはある秘策を用い値が高騰した洛中の米の値段を下げさせることに成功した。だが義政がこの所業を目にし、富子を悪女だと皮肉った辺りから夫婦の仲が揺らぎ始め、やがて義政が次期将軍に弟である義視を指名し突如隠居を申し出たことから激しく動揺。しかも勝光や勝元らは義視側についたため、自身は重子の遺言に従い兼ねてより因縁浅からぬ宗全を味方につけようと画策する。そして翌年無事男児を出産。春王と名付けられた我が子を次期将軍に据えるため、秘められていた鬼の本性を覚醒させ、宗全と共に修羅の道を進む覚悟を決める。山名をはじめ三管四職家の多くや政所を味方につけ、畠山家家督を巡る争いに乗じて義視や勝元を失脚させようと企むが、この事が応仁の乱のきっかけとなり、京の町は戦火に包まれることとなった。勝元率いる東軍が挙兵し花の御所が包囲された後は監禁されていたが、離れて暮らしていた春王を我が手に取り戻すため、宗全に暗号めいた歌を送り叱咤した。一休の手により春王は無事手元に戻るが、義視による春王毒殺計画が明らかになり義政に密告。証拠の毒入りの花見餅と引き換えに、殺された飯尾の代わりに失脚していた貞親を呼び戻すことに成功する。また、義視は伊勢へと逃亡した。相国寺合戦の折には、貞親の嫡男である貞宗から宗全の許へ脱出する手引きをされるが、勝元に阻止される。その際勝元に溜まっていた不満を告げ一喝してみせた。合戦の後、戦が小康状態になり油断していたところに、義視が義政によって再び京に迎えられることになり、かつて椿の庄で兄弟同然に過ごした三郎から送られた鬼の面をつけ義視暗殺を決意。しかし放たれた刺客は富子の行く末を案じた宗全の手により妨害された挙句、宗全ら西軍の諸将が義視を西軍の総大将に迎えた事を知り仰天。一時は取り乱すが、結果やむなく義政は春王を次期将軍に擁立せざるを得なくなり、自らの長年の悲願が果たされることになった時、全てが宗全の企てた壮大な狂言であったことに気づき涙した。ちなみに自らが椿という名前だったことは勝元らの努力により一度は忘れ去られたが、今参局の薬の作用で次第に記憶が蘇っていく。その後御台所となり春王を産んだ際に勝光から全てを明かされた上で、生まれながらの日野家の人間ではない彼女がこれ以上余計な動きはしないようにとの警告を受けた。日野家伝来の扇「火の橋」の持ち主。
- 三春→足利義政（同「公方様」「御所様」）：西谷卓統→市川新之助→市川團十郎
富子の夫で、従叔父でもある。自らも関わった落馬事故で第7代将軍であった兄を失ったことから母重子に疎まれる。そのことが後々まで義政の心に深い闇を落とす。兄の跡を継ぎ第8代将軍となった後、久光が呪術をかけた琵琶を手にしたことからまだ見ぬ富子を想うようになり、やがて彼女を妻に迎えた。その頃はまだ積極的に取り組んでいた政務も、管領の勝元や政所執事の貞親に牛耳られるようになると、次第に顧みなくなる。むしろ能楽や庭造りにのめり込み、その様を見かねた富子が政に参画していくきっかけにもなった。ある種の末法思想の持ち主であるがゆえに現実主義の富子とは意見が食い違い、次第に夫婦仲が不和になっていく。ついには29歳にして弟義視を後継者に選び自らは隠居すると宣言。ところが翌年富子が春王（のちの足利義尚）を出産したことから俄かに情勢が変化。義視の手前、春王を仏門に入れたい義政と、何としても我が子を次期将軍に就けたい富子は次第に対立していき、ついに応仁の乱へと展開していくことになる。勝元の挙兵には激怒するが、一貫して義視の次期将軍継承の姿勢を崩さなかった。しかし義視は出奔。そのうえ都が焼かれ、戦乱がいつまでも収まらないことに自身の無力を悟る。後花園上皇や後土御門天皇を花の御所で預かることになった際には、連日無礼講の宴を催した。だが富子と後土御門が互いを想う歌のやり取りをしていたと知り機嫌を損ない、ますます夫婦の溝は深まる。それが何かにつけ宗全を頼りにし、春王擁立を申し立てる富子への怒りから、春王毒殺未遂の首謀者と露見していながらも義視を再び都へ呼び戻そうとする。晩年、病に冒され富子と和解。山城国一揆がある椿の荘を見るため富子と共に庶民の衣装（出家後は剃髪ではなく総髪にしていたので、変装時は髪を結いていた）で出奔するが、五条大橋まで来たところで力尽き富子の腕の中で息を引き取った。
- 日野勝光（同「日野権大納言」→「内府」）：草刈正雄
富子の兄で、義政の従甥。その強引でアクの強い性格から「押大臣（おしのおとど）」の異名を取る。椿と病で盲目となった富子を入れ替えたり、富子と義政を結びつけるため陰陽師を使ったりと、手段を選ばずに謀を巡らす。さらには、重政が白拍子に産ませた松子を義視に嫁がせたり、自身の娘を義尚の妻にするなど画策する。本物の富子である森女の消息を勝元に気づかれ、殺すよう命じたりもした。他にも富子の正体を逆手に取り彼女を脅迫するなど、全ての元凶でありながら出世のためには血も涙も厭わぬが、それは同時に富子との対立も顕著にさせていくことに繋がった。富子や春王の存在を邪険に思う義視に鼠殺しの毒薬を渡し、春王毒殺を唆す。計画を知った勝元に詰問されるもシラを切り通すが、逆に勝元に弱みとして利用される。のちに義政に対して謀反を企み、それを知った富子に騙し討ちにされ毒殺された。
- 義尋→足利義視（同「左馬頭」「今出川殿」）：佐野史郎
義政の異母弟。欲なき人格で、浄土寺の住持だったが、義政から後継者に指名されて還俗。だが翌年の春王誕生により義政の変心を疑ったために、謀反をほのめかす宗全の罠にかかってしまうが、勝元の策略により不問に付された。やがて将軍の座に就けぬことより己を政争の道具に使われることが耐えられず、浄土寺に帰りたいとこぼす。戦を厭い、山名や畠山ら富子派に対し挙兵を決意した勝元を諌めるも止めることは叶わず、総大将に祭り上げられる。だが戦場において自分を無視し勝手に事を進めてしまう勝元に対し、不満を募らせていったことで次第に野心家に変貌。春王毒殺を決意するも、飯尾の決死の訴えにより計画は露見し、妻子を置いて伊勢へと出奔する。勝光の娘である松子を正室に迎える。
- 日野重子（同「大方様」「大方殿」）：京マチ子
義教の側室で義政の生母。富子の大叔母。日野家の女主人として勝光と共に謀略を巡らす。第3代将軍義満の代から続く日野家からの将軍家御台所輿入れに執念を燃やす。義政を自分よりも溺愛し思うがままに操ろうとする今参局を憎悪し、やがて失脚させる。だが今参局の怨念を危惧し、命だけは助けようとするが間に合わなかった。今参局の死から4年後、彼女の姿を見たり琵琶の音を聞いたり怪現象に見舞われるようになり急速に衰えていく。義政がそれらの現象を今参局の怨念が原因と看破した途端、彼女の怨霊に乗っとられ富子を鬼の子、義政を偽りの将軍と罵った。それから8日後に他界。
- 日野苗子：平淑恵
富子の実の母。酒呑童子に襲われ、やがて椿を産むが鬼の子として泣く泣く川に流す。その後出産した富子が病で失明したことから、ひそかに生き永らえていた椿との入れ替えを悩みながらも了承する。序盤にしか登場しない。
- 日野有光：夏八木勲
日野一族の一人。南朝再興を図り、北朝より神璽を奪う。椿の庄に身を寄せるが、山名持豊に追い詰められ自害。
- 今参局（同「お今」）：かたせ梨乃（二役）
佐子の遠縁。乳母として義政から絶大な信頼を得て、その政策にも介入するほどになる。そのため御台所となる富子を恐れ、薬を用い富子を狂気に陥れるが、最終的に富子や日野家との政権抗争に敗れ自ら花の御所を去った。その後自邸において懐妊していた富子のために安産の祈祷を行うが、重子や勝光が後妻打ちに乗じて呪詛調伏の濡れ衣を彼女に着せたことで流罪に処せられた。道中、送り込まれた刺客の前で武人の娘としての矜持から自害して果てた。のちに怨霊と化して重子を苦しめた。
- 春王→足利義尚：高田遼太→井上孝幸→松岡昌宏
富子と義政の長男で、第9代将軍。颯爽とした風姿の青年に成長し母富子から大いに期待されるが、将軍としての独自性を中々発揮できない事に苦悩するようになる。やがて酒色に溺れて体調を崩し己の死期を悟り、近江国で自滅的な討死をする。
- 大舘佐子→蛍火：鶴田真由
本作では名を「さんこ」と読む。遠縁である今参局の手引きで義政の側室になり、娘を儲ける。今参局の事件で連座後、ごうの青楼で遊女に身を落とし勝光の寵愛を受けていたが道賢に連れ出され、しばらく三条橋の下で暮らしていた。やがて椿の庄で暮らす。最終回、椿の庄の隠れ家で道賢と正式に夫婦になるが畠山軍の襲撃に遭い、その後は生死不明。
- 日野重政：佐々木勝彦
勝光、本物の富子（後の森侍者）、松子の父。
- 日野松子：久我陽子
義視の正室。重政が白拍子に産ませた娘で富子の妹。富子とは仲良くしていたが、将軍継承を巡って次第に対立していく。
- 日野昌子：江口ともみ
義尚の正室。勝光の娘。男子を懐妊するも死産。その後の近江出陣に際し、己の死期を悟った義尚から離縁・出家を言い渡される。
- 足利義教：小林勝也
第6代将軍。重子の夫。義勝、義政の父。独裁的な政権運営で恐れられたが、嘉吉の乱で赤松満祐らに殺害された。
- 足利義勝：久我未来
第7代将軍。義政の同母兄で、富子の従伯父でもある。落馬で死亡した。
- 千寿丸→足利義材：根岸健太→大島一貴→大沢たかお
義視の子（母は富子の妹の松子）で、第10代将軍。
- 清晃→足利義遐：羽江幹朗
義政の異母兄・政知の子で、第11代将軍。義材の失脚後に擁立される。

### 幕府武将・守護大名

#### 細川氏
- 細川勝元（同「右京大夫」「管領」）：野村萬斎
持之の子。管領として義政を支え、義就を追放するなど苛烈な手段も用いる切れ者。将軍である義政に代わり事実上幕政の中心に君臨し、何かと政に口を出す富子を疎ましく思いつつ牽制する。義視が後継者になった際には後見となり管領を盟友であった政長に譲る。だが春王が生まれたことから舅である宗全と対立、山名家を討ち亡ぼす決意をし、養子に迎えていた宗全の子である毘沙王丸を廃嫡した。しかし宗全に先手を打たれ畠山家家督を義就が継いだことから起きた政長と義就の争いに巻き込まれるが、政長には助勢せず沈黙を貫いた。その事で政長には恨まれ、一旦は幕府内における権勢も失ってしまうが、宗全らが油断した隙をついて挙兵し、花の御所を包囲する。こうして勃発した応仁の乱の東軍の総大将として、宗全率いる西軍と戦うことになる。当初は優勢だったが西軍に政弘が加わったことで戦況は逆転。花の御所の隣に位置する相国寺にて激戦を繰り広げる。その間に義視による春王毒殺未遂事件などが起き、頭を痛めた。また対立する富子からも意地を捨て宗全に降伏するよう諭されるが、命を捨て戦うのが武士の本分だと一歩も譲らない姿勢を見せる。和睦交渉が決裂した後、継戦派から暗殺されそうになり、乱の最中に失踪するも、日野勝光が暗殺される成り行きで炎上した花の御所を見て発狂、そのまま亡くなった。また、偶然出会った森女に想いを寄せており、戦の最中に一休が訪ねてきた時、勝光に森女の行方を聞くが、彼女が既に殺されていたことを知り心中で悼んだ（実際は生存していた）。ちなみに一休からは、富子と森女の入れ替わりについて聞かされていた。
- 綾：鮎ゆうき
勝元の正室。宗全の娘。自分の弟であり養子であった毘沙王丸の廃嫡や政長を見殺しにしたことから勝元に対し憎悪を抱く。
- 細川持之：戸沢佑介
勝元の父、管領。
- 細川聡明丸→細川政元：立川大和→今井雅之
勝元の子。父亡き後管領職を継ぐ。椿の庄を焦土とさせた張本人で、富子を政治の座から追放、義尚の信任を得て政治の実権を掌握する。父と同様政略に長けた切れ者だが、その一方で天狗に憧れて修験道の修行に本気で凝るなど奇人めいた一面も持つ。
- 細川勝久（同「備中守」）：松原一馬
東軍の一派だが、政元とはあまり仲が良くない。
- 細川成之：山崎りょう
東軍の一派。
- 上原賢家：田中弘太郎
政元の家臣。

#### 山名氏
- 山名持豊→山名宗全（同「右衛門督」「入道」）：萬屋錦之介
一休いわく「毘沙門天の生まれ変わり」。富子がまだ椿と名乗っていた幼い頃に一度、椿の庄で会ったことがあった。宿老として幕府の中枢に座していたが赤松家再興を巡って義政と対立し領国の但馬にて長年蟄居する。のち富子や勝元、その妻であり宗全の娘でもある綾のとりなしにより義政と和解、京に帰還し河内国岳山城で抵抗を続けていた義就討伐に向かいこれを鎮圧する。その折、影武者を使い自らは一兵卒に身をやつし攻め込んできた義就の正体を見破り、これを許した。春王誕生後は、かつてより因縁のあった富子の後ろ盾として春王擁立の為に動き、わざと義政に対し偽りの謀反の兵を起こすが、富子の願いもあり頓挫。しかし富子との結びつきは一層強くなり、罪人となっていた義就を上洛させ義政と和解させたことで、勝元や政長ら義視派に対抗。見事義就を畠山家の正式な当主に就かせ政長も撃退した。戦勝に酔いしれていたが、その不意を突かれ勝元が挙兵したため、急ぎ自らも兵を挙げ西軍を指揮する。挙兵の際に後手に回ったためしばらくは劣勢だったが、多大な戦力を誇る政弘の上洛で次第に巻き返しを図っていく。自分を叱咤し信頼してくれる富子の身を案じ、政弘の花の御所一斉攻撃の進言を退け、相国寺を戦場に選ぶ。激しい合戦の末、一度は相国寺を占拠するが、東軍の捨て身の反撃により奪回されてしまう。その後、泥仕合と化し始めた戦の成り行きを憂い、次第に勝元と同時に和睦の道を探索した。だが和睦交渉に失敗。面目を失い、富子のことを回想しながら切腹し果てた。
- 山名政豊：安藤一志
本作では宗全の孫という設定。義政の寵臣で後に10代、11代将軍を擁立。
- 毘沙王丸→山名豊久：稲葉祐貴
姉婿・細川勝元の養子だったが、甥・政元の誕生を機に仏門に入れられる。後に実父によって還俗させられる。

#### 畠山氏
- 畠山徳本入道（同「左衛門督」）：中井啓輔
義就の父。畠山家の家督を奪った政長を許せず、息子である義就を正式な跡継ぎにするよう、義政や今参局に泣きついた。この騒ぎが収束すると、ほどなくして病没。
- 畠山義就（同「右衛門佐」）：永澤俊矢
徳本入道の子。従兄弟の政長に家督を奪われ、足利家に加勢を求める。その後隠棲するも義政に取り立てられ山城国の守護に就いたことで、幕府内で重要な位置をしめるようになっていく。その事を重く見た勝元の策略で守護の座を追われ河内国に逃亡し、幕府からの討伐軍と岳山城において二年半の間交戦する。岳山城陥落の際には、影武者を使い自らは幕府軍本陣を攻め失敗するが、その時幕府側の総大将だった宗全の機転により命を救われた。その後も畠山家家督を巡って政長と河内国で戦い続け窮地に陥っていたが、宗全が援軍と共に現れこれを打破したことから、宗全に対して恩義を感じている。宗全の助勢のもと政長を撃退し自ら悲願の畠山家の家督を継ぐことになるが、この一件が導火線となり応仁の乱が勃発。西軍側の武将となり激しい戦いの中に身を投じる。山城国一揆が鎮圧された後、脱出してきた山城の国人・伊吹三郎に暗殺された。
- 畠山政長（同「尾張守」）：赤羽秀之
徳本入道の甥。従兄弟の義就との家督争いの際、細川家の支持を受けたことから勝元と行動を共にする。一度罪に問われた義就を赦免するなどの義政の行動には不信感を抱いている。その上、富子や宗全の策略で義就が正式な畠山家当主になり管領の座も追われたことから、義就及び義政をも討つため挙兵するが、勝元が援軍を出さなかったため敗北。勝元の手で山伏姿に身をやつして都落ちするが、その際も勝元には未だ不服を抱いている様子だった。のち勝元の挙兵に呼応し、東軍に参加。勝元を補佐し戦場で活躍する。その後も粘り強く戦い続け、一時は管領職にも就き権勢を振うも、勝元の子政元との権力闘争に敗れて失脚、合戦でも敗退を重ね自刃に追い込まれる。

#### その他の武将・守護大名
- 大内政弘（同「左京大夫」）：藤岡弘
周防国の守護大名で豪放磊落な勇将。西軍側。宗全に味方するため大船団を編成し西上。その大いなる戦力で優勢だった東軍を次々に打ち破っていく。土産に鯨の肉を持参した。のち義尚の最期を見届けることになり、亡骸にすがる富子の姿に涙を流した。
- 太田垣光景：石田太郎
西軍側の武将。山名宗全の側近で、勇猛な忠義者。子の松若丸（演：玉置篤規）を応仁の乱で失う。
- 飯尾左衛門太夫（同「左衛門太夫」「執事代」）：大橋吾郎
政所執事代。寛正の大飢饉の際、米場の米の価格を下げさせようと悩む富子に力を貸した。富子を、かつて洛中で施行をしていた女性ではないかと訊ねる願阿弥に、それは観音菩薩の化身であろうと語る。貞親追放後は富子の片腕となり活躍する。義視による春王暗殺計画発覚の際には、毒入りの花見餅を謀反の証拠として義政に提出しようとするも、義視の配下に襲われてしまう。餅の大半を奪還されるが僅か一つだけ握りしめ、それを富子に渡し、自分の代わりとして貞親を呼び戻すよう言い残して事切れた。
- 伊勢貞親（同「伊勢守」）：北村総一朗
政所執事。管領の勝元や侍所の持清らと共に、義政に代わって政治を行う。米場より多大な賄賂を受け取っていたため、大飢饉の際には米場に価格を下げるよう交渉してくれとの富子の頼みをはねつけた。斯波家の家督争いに季瓊真蘂と共に介入し、義敏を当主に据え義廉を追放したが、義廉の縁者である宗全がこの一件を逆手に取り謀反騒ぎを起こす。その罪を不問に付すため、宗全謀反の噂を流した罪を勝元に着せられ、洛外に逃亡した。のちに富子によって都に呼び戻され政所に復帰。貞宗と共に富子のため力を尽くす。
- 伊勢貞宗（同「兵庫助」）：長森雅人
貞親の子。父親である貞親の復帰を告げられた時は富子に感謝し、その後は亡き飯尾の代わりに富子の許で暗躍する。義尚の警護係を務めた。
- 赤松政則：渡浩行
赤松家9代当主。満祐が反乱を起して一旦は滅亡した赤松家を再興、幕府宿老に返り咲いた。応仁の乱が勃発すると東軍方に付いた。勇猛で血気盛んであり、冷静かつ慎重な態度を崩さない勝元に苛立ちを覚える。
- 赤松満祐：喜多九州男
播磨国の守護大名。6代将軍義教を暗殺する（嘉吉の乱)。
- 赤松則尚：小林大介
- 蜷川親元：伊東達広
- 京極持清：三浦賢二
侍所を司り、勝元や貞親らと共に義政に代わって政務を行う。
- 京極政経：山下晃彦
- 上月左近将監：生瀬勝久
- 神保長誠：五代高之
- 朝倉孝景：林邦史朗
- 成身院光宣：赤星昇一郎
- 斯波義廉（同「治部大輔」）：博田章敬
宗全の縁者。斯波家家督を巡って義敏と争い一度は敗れるが、宗全の起こした謀反騒ぎの影響で義敏は追放され、当主の座に就く。その後御所より追放された政長の後を受け管領となる。
- 斯波義敏：長谷川恒之
- 一色義直（同「修理大夫」）：内藤達也
西軍側。
- 一色義秀：松戸俊二
- 武田信賢：土佐竜馬
- 結城政胤：高橋守
- 結城尚豊：益子智行
- 六角高頼：山本龍二
- 北畠教具：岡崎公彦
- 浦上則宗：大塩武
- 有馬持家：吾羽七朗

### 朝廷
- 後花園天皇：大出俊
第102代天皇。義政に後南朝方に持ち逃げされたままの神璽を奪回するよう命じる。大飢饉の際には、民の惨状も顧みようとしない義政を諌めるように頼んできた富子の願いを聞き入れた。
- 後土御門天皇：川野太郎
第103代天皇。父・後花園帝より譲位されて即位。富子と親しい。
- 土御門久光：ユキオヤマト
陰陽師。富子と義政を引き合わせるため呪術を用いる。富子と義政の婚儀の日取りを決めたり活躍したが、今参局の追い落としに利用され殺される。
- 一条兼良（同「太閤」）：内藤武敏
通称のとおり関白を退いており、出家の身。義尚に学問を教える。
- 二条持通：藤木悠
- 烏丸資任：水谷貞雄
重子の従弟。義政の従叔父でもある。
- 勧修寺教秀：水野強彦

### その他
- 一休宗純：奥田瑛二
自らを狂雲の子と称する高僧で、足利家にも一目置かれる。髑髏の装飾を付けた杖を愛用。赤子であった椿を拾った。盲目となった富子（森女）を連れていき寺に入れたが、のちに行方をくらました彼女を探そうとする。富子と森女の素姓を訝った勝元に二人の出生の秘密を明かす。京都への死出の旅に向かう途中で森女の笛を聞きながら他界。亡骸は彼女と、出奔から帰京途中の義尚によって土葬された。富子にとっては命の恩人であり、素直に心中を話せる数少ない相手でもある。
- 日野富子→森侍者：大野麻那→檀ふみ（予定は島田陽子）
「森女（しんにょ）」と劇中では呼ばれる。本物の富子だが、幼くして病で盲目となり椿と入れ替わり、一休により寺に預けられる。その後は盲目の女遊芸者として洛中を風のように歩き回る暮らしを送っていた。その道程で義政や勝元らに邂逅したり勝光によって命を狙われるなど、自身も数奇な運命を辿ることになる。悪女と称される富子とは対をなし、聖人のような人格に描かれるなど物語の影の主役とも言える役割を担い、数々の人々の生と死を見届ける。第8回にて偶然三条の橋のふもとで富子と出会う。第36回で自害しようとする富子を死の淵から救い出し、その身代わりとなって落命。最終回では霊魂となって富子を義政の元へ案内した。日野家伝来の扇「水の橋」の持ち主。ちなみに、本来森侍者役であった島田は撮影開始直前の降板だったのか、放送前に発売された大河ドラマストーリーには役柄に扮装した島田が掲載されている。代役の檀が登場するのは第8回からである。
- 伊吹三郎信綱：黒田勇樹→役所広司
富子の許婚で兄妹同然に育つ。椿の庄の長。役所による成人してからの三郎は、第20回からの登場。応仁の乱による戦の最中、年貢の割符を勝光に渡すため上洛するが、割符を道賢らに奪われてしまう。道賢を探しながら左近の土倉で世話になっていたところ、左近が親しくする富子から久しぶりの対面を願われるが辞退し、かつて富子の実父である酒呑童子から渡された鬼面を彼女に贈る。山城国一揆では椿の庄の民たちと共に戦う。最終回で一度生死不明になったと思いきや終盤にて義就の寝室に現れ、その手で義就を暗殺する。
- 酒呑童子：松本幸四郎
富子（主人公）の実父。元は南朝方の武士であり盗賊の首領。苗子を襲い日野家からも己自身でも鬼と称する。その後は山城国の山中に隠れ棲んでいたが、富子を誘い出し会う。助けに来た三郎に富子のために命を捨てられるか問いかけ、返事を聞いたのち自ら滝壺に身を投じた。
- 伊吹十郎太：勝野洋
椿の庄の国人で三郎の実父。椿を三郎以上に慈しんで育てるが、有光が持ち込んだ神璽を吉野にいる後南朝方に渡すため出奔。のち敗れ富子となった椿に神璽を返すよう頼み、自らは追手の手にかかり命を落とす。
- 善阿弥：高品格→織本順吉（高品死去の為、途中交代）
庭師。義政の庭造りを指揮する。水と油の富子と義政を見かね歯に衣着せぬ物言いをする。前述の通り撮影序盤で高品が死去したため第8回で織本に交代した。高品の出演は出番があった2回分のみで、遺作となった。
- 願阿弥：篠田三郎
僧侶で寛正の大飢饉で飢えに苦しむ民たちのため勧進を続けていたところ、自らの着物を売った銭で粥をこしらえ施していた富子と出会う。その際富子の正体を知らずに義政や富子の在りようを批判した。その後富子の計らいにより義政に謁見し、洛中での施行の許しを得る。施すための米が尽きると、再び西国へ勧進の旅に出た。別れ際、素性を知りつつも富子に対し、人間ではなく観音菩薩の化身だと思うことにしたと語った。元は越中の漁師。
- 骨皮道賢：ルー大柴
赤松家元家臣の浪人。赤松家再興を志し京に来て、ごうに用心棒として雇われた際、彼女の伝手で関わった今参局が富子を陥れるために用いた薬を持ち込んだことで、勝元の家人になる。出世し一度は所司代の目付にまでなるも、懸想をした蛍火を連れ出し出奔。応仁の乱では勝元の許、東軍に参加。勝元の命令で盗賊の首魁となり、兵糧や荷駄を狙い暴れ回る。三郎とは因縁がありライバル。最終回、紆余曲折あって蛍火と隠れ家で夫婦になるが畠山軍に攻め込まれ、そのまま生死不明に。
- 徳大寺鏡子：かたせ梨乃（二役）
応仁の乱で壊滅した貴族徳大寺公有の娘を騙る女。お今に瓜二つな容姿で富子一家に波乱を起こす。義尚と共に駆け落ちする道中、盗賊に誘拐されるが実はその盗賊の一味だった。
- 左近太郎：尾藤イサオ
洛中の土倉「松蔵」の主人。まだ輿入れ前の富子と偶然知り合ったことから娘のこまを側に上らせる。やがて富子の経済政策の片腕になる。
- 大館右馬助：せんだみつお
今参局の遠縁にあたり奉公衆として花の御所に伺候していたが、彼女の失脚により自身も失職。昔馴染みのごうの店で商売を手伝いながら用心棒を勤め、鼻息の荒いごうの手綱を取っていた。たが勝光に殺すよう命じられていた森女を手にかけられなかった上、ごうが道賢に殺された事から彷徨いの旅に出る。最終回、五条大橋で既に息絶えていた義政を物言わず介抱していた富子を気にかけ声をかける。その際、二人の様子から仲の良い夫婦だと目を細めた。
- たまがき：濱田万葉
椿の庄に住む少女で、少年のような身なりをしている。伊吹三郎の従者の娘で主である三郎を慕い、彼の役に立ちたいと思っている。石つぶての腕前には自信を持っている。『たまがき文書』を残した事で知られる人物。最後まで三郎に従い、椿の庄を襲った細川の兵とも戦うが、生死不明となる。
- 季瓊真蘂：加藤和夫
臨済宗の僧で相国寺塔頭鹿苑院内の蔭涼軒主。義政の側近として力を持っており、貞親と共に斯波家の家督争いにも積極的に介入。だがこれを不満に感じていた宗全が義視廃嫡まで狙い偽りの謀反騒動を起こす。宗全や義視の罪を不問に付すため、やむなく勝元の献策により謀反の噂を流布した罪を貞親共々着せられ洛外に出奔した。信頼する側近であった貞親や真蘂を失った義政はますます厭世的になっていく。
- 吉阿弥：左右田一平
- 一色治部少輔：長谷川初範
- ごう：小林幸子
洛中にある青楼のおかみ。一見姐御肌で豪快に見えるが、その裏で阿漕な商売を行い、今参局や勝光ら有力者とも繋がり汚れ仕事に手を染めていた。しかし勝光に盲目の傀儡である森女を殺すよう命じられた時は、さすがに良心の呵責に苛まれ懊悩していたところ蛍火を連れ出そうとした道賢と鉢合わせになり、彼に刺されてしまう。ちょうど戻ってきた右馬助から森女を逃したことを聞かされ、安堵の表情を浮かべたまま亡くなった。
- 近江屋二郎五郎：東野英心
- 赤鬼：ストロング金剛
- 長塩八郎：真実一路
- あぐり：平栗あつみ
- 甚兵衛：大宮悌二
- 与市：高橋克実
- 八木重直：坂西良太
- 筒井右門：草薙幸二郎
- 斉藤六兵衛→庄助：今福将雄
椿の庄の長老。伊吹三郎の補佐役的存在。富子が椿であることを知る数少ない人物の一人。
- 熊谷大八郎：中村歌昇
- 鬼門：荒勢
- 熊谷重蔵：粟津號
椿の庄の住人。
- 佐助：坂本あきら
椿の庄の住人。
- 武三：松熊信義
- 青鬼：清川均士

## スタッフ
- 作：市川森一
- 音楽：三枝成彰
- テーマ音楽演奏：NHK交響楽団
- テーマ音楽指揮：大友直人
- 演奏：東京メモリアルアンサンブル
- ピアノ演奏：福田直樹
- 語り：三田佳子（本編）、内藤啓史（アバンタイトル・総集編）、平野啓子（花の乱紀行）
- 時代考証：今谷明
- 風俗考証：二木謙一（大河初参加作）
- 建築考証：川上貢
- 能楽考証：表章
- 衣装考証：小泉清子
- 能楽指導：観世清和
- 鼓指導：藤舎呂船
- 琵琶指導：田中之雄
- 茶道指導：鈴木宗卓
- 振付・所作指導：猿若清三郎
- 馬術指導：日馬伸
- 殺陣・武術指導：林邦史朗（本編にも出演）
- 仏事指導：知行院観晃、桃林寺孝英
- 祈祷指導：中川文隆
- 料理指導：柳原一成
- 邦楽作曲：渡邊他賀男
- 題字・切り絵：宮田雅之

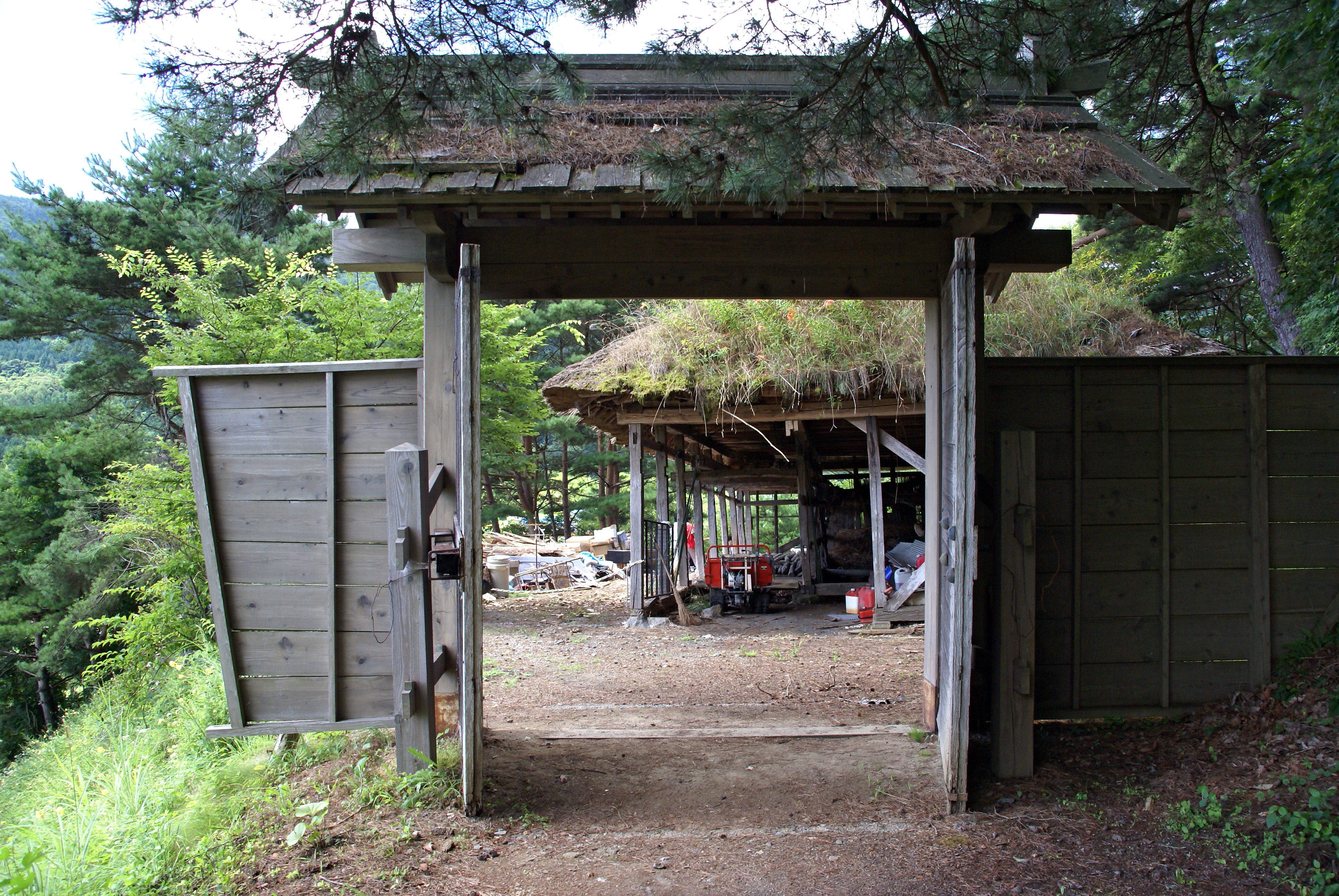
撮影セット（遠野市内）

- 撮影協力：京都府京都市、岩手県江刺市（現・奥州市）、遠野市、滋賀県近江八幡市、静岡県中伊豆町（現・伊豆市）、栃木県足利市、比叡山延暦寺、出羽三山神社
- 制作：木田幸紀
- 美術：田嶋宣助、田中伸和
- 技術：高橋邦彦、小林稔
- 音響効果：矢島清、菅野秀典、和田尚也
- 記録編集：久松伊織、小林昌枝、福寿香里
- 撮影：横山義行、中村和夫
- 照明：高橋伴幸、野下清
- 音声：谷島一樹、土屋忠昭、浜川健治、仲野俊幸
- 映像技術：釣木沢惇、堤聖司
- 制作著作：NHK
- 共同制作：NHKエンタープライズ
- 制作統括：村山昭紀
- 制作協力：NHKアート、NHKテクニカルサービス
- 演出：村上佑二、黛りんたろう、小林武、谷口卓敬

## 放送
特記が無い限りNHKクロニクルのNHK番組表ヒストリーで確認。

### 通常放送時間
- NHK総合テレビジョン：毎週日曜 20時00分 - 20時45分
- NHK衛星第2テレビジョン：毎週日曜 21時00分 - 21時45分[注 3]
- （再放送）NHK総合テレビジョン：毎週土曜 13時05分-13時50分[注 3]

### 放送日程
- 第1回は15分延長。
- 第28回は20時からNHKニュースを放送したため5分繰り下げ。
- 最終回は14分拡大。

| 放送回                                                   | 放送日   | サブタイトル | 演出         | 視聴率 |
| -------------------------------------------------------- | -------- | ------------ | ------------ | ------ |
| 第1回                                                    | 4月3日   | 室町夢幻     | 村上佑二     | 17.9%  |
| 第2回                                                    | 4月10日  | 火の橋水の橋 | 村上佑二     | 14.4%  |
| 第3回                                                    | 4月17日  | 月と銅銭     | 小林武       | 14.1%  |
| 第4回                                                    | 4月24日  | 夢草紙       | 小林武       | 14.0%  |
| 第5回                                                    | 5月1日   | 富子姫変化   | 黛りんたろう | 13.1%  |
| 第6回                                                    | 5月8日   | 徳政一揆     | 黛りんたろう | 14.2%  |
| 第7回                                                    | 5月15日  | 女合戦       | 村上佑二     | 18.3%  |
| 第8回                                                    | 5月22日  | 飢餓地獄     | 村上佑二     | 14.7%  |
| 第9回                                                    | 5月29日  | 米狂言       | 小林武       | 16.0%  |
| 第10回                                                   | 6月5日   | 将軍の母     | 小林武       | 13.4%  |
| 第11回                                                   | 6月12日  | 逢魔が時     | 黛りんたろう | 14.1%  |
| 第12回                                                   | 6月19日  | 地獄門       | 黛りんたろう | 13.8%  |
| 第13回                                                   | 6月26日  | 和子誕生     | 村上佑二     | 16.4%  |
| 第14回                                                   | 7月3日   | 宗全謀反     | 小林武       | 11.4%  |
| 第15回                                                   | 7月10日  | 文正の変     | 小林武       | 14.6%  |
| 第16回                                                   | 7月17日  | 富子対義政   | 黛りんたろう | 12.9%  |
| 第17回                                                   | 7月24日  | 応仁元年     | 黛りんたろう | 15.3%  |
| 第18回                                                   | 7月31日  | 室町第包囲   | 村上祐二     | 11.7%  |
| 第19回                                                   | 8月7日   | 東軍西軍     | 小林武       | 13.6%  |
| 第20回                                                   | 8月14日  | 戦雲の都     | 小林武       | 10.1%  |
| 第21回                                                   | 8月21日  | 火の舞       | 黛りんたろう | 14.9%  |
| 第22回                                                   | 8月28日  | 鬼面         | 黛りんたろう | 12.2%  |
| 第23回                                                   | 9月4日   | 密命         | 谷口卓敬     | 13.2%  |
| 第24回                                                   | 9月11日  | 修羅の華     | 村上祐二     | 12.1%  |
| 第25回                                                   | 9月18日  | 宗全切腹     | 小林武       | 14.8%  |
| 第26回                                                   | 9月25日  | 勝元暗殺     | 小林武       | 13.8%  |
| 第27回                                                   | 10月2日  | 花の御所炎上 | 黛りんたろう | 13.2%  |
| 第28回                                                   | 10月9日  | 銭の種       | 黛りんたろう | 12.7%  |
| 第29回                                                   | 10月16日 | 椿の庄       | 村上祐二     | 13.2%  |
| 第30回                                                   | 10月23日 | 悪女         | 小林武       | 14.5%  |
| 第31回                                                   | 10月30日 | 恋情         | 黛りんたろう | 16.2%  |
| 第32回                                                   | 11月6日  | 狂雲の子     | 村上祐二     | 15.2%  |
| 第33回                                                   | 11月13日 | 銀色の夢     | 小林武       | 14.2%  |
| 第34回                                                   | 11月20日 | 山城国一揆   | 谷口卓敬     | 13.4%  |
| 第35回                                                   | 11月27日 | 露の命       | 黛りんたろう | 14.5%  |
| 第36回                                                   | 12月4日  | 大文字       | 小林武       | 10.2%  |
| 最終回                                                   | 12月11日 | 風花         | 村上祐二     | 16.7%  |
| 平均視聴率 14.1%（視聴率は関東地区・ビデオリサーチ調べ） |          |              |              |        |

### 総集編
- 第一部 1994年12月24日 「室町夢幻」21:00-22:27
- 第二部 1994年12月25日 「修羅の華」21:00-22:27

## メディア
- 総集編： 全2巻（VHS）、2枚組（DVD）
- 完全版： DVD-BOX全2集、10枚、37話回（DVD）